# Proislandiana
Proislandiana Tanasevič, 1985 è un genere di ragni appartenente alla famiglia Linyphiidae.

## Distribuzione
L'unica specie oggi attribuita a questo genere è stata reperita in Russia.

## Tassonomia
A giugno 2012, si compone di una specie:
- Proislandiana pallida Kulczyński, 1908[3][4] — Russia